# Philippe Pot
Philippe Pot (1428 – 1493) foi um nobre, líder militar e diplomata da Borgonha. Ele foi o senhor de La Roche e Thorey-sur-Ouche, um Cavaleiro do Tosão de Ouro e o Grande Senescal da Borgonha.

## Vida
Nascido em 1428 no Château de la Rochepot, era neto de Régnier Pot [fr], um cruzado, cavaleiro do Velocino de Ouro e camareiro de Filipe, o Temerário, Duque da Borgonha . O neto e herdeiro de Filipe, Filipe, o Bom, serviu como padrinho de Filipe. Educado na corte ducal de Dijon e nomeado cavaleiro em 11 de junho de 1452 antes da batalha de Ruppelmonde contra os insurgentes de Ghent, Filipe, elogiado pelos cronistas contemporâneos, tornou-se conselheiro-chefe dos duques da Borgonha e esteve profundamente envolvido em toda a sua diplomacia.
Em 1446, ele obteve a mão em casamento de Catarina de Valois para o Conde de Charolais, o futuro Duque da Borgonha, Carlos, o Temerário. Quando Catarina morreu em 1450, Filipe obteve outra princesa francesa, Isabel de Bourbon, para Carlos. O casamento ocorreu em 1454. Em Dezembro de 1456, o Duque Filipe recompensou Filipe com a concessão de Châteauneuf-en-Auxois (que Filipe restaurou e fortificou, dando-lhe a aparência que mantém hoje) e em Maio de 1461, com o Tosão de Ouro na sessão de Saint-Omer.
Luís morreu em 1483, enquanto Carlos VIII ainda era menor de idade. Os grandes nobres do reino, entre eles Luís de Orleães, disputaram a regência com a indicada pelo rei morto, Ana de Beaujeu, irmã mais velha de Carlos. Em 1484, ela convocou os Estados Gerais em Tours. Filipe era o representante da nobreza e falava tão eloquentemente em seu favor que era chamado de "boca de Cícero " (bouche de Cicéron). Em seu discurso mais celebrado, em 9 de fevereiro, ele negou o direito dos príncipes de governar e, em vez disso, propôs o conceito de uma nação representada por um monarca, e sugeriu que a nação fosse governada por um conselho de regência. Os deputados então votaram para aceitar a escolha do rei e declararam Ana regente. O nacionalismo incipiente no discurso de Filipe, no entanto, assustou o regente; os Estados foram rapidamente dissolvidos. Filipe foi autorizado a manter a sua função de governador da Borgonha, que ocupou, reconfirmada por Carlos VIII, até à sua morte em 1493.